# Daytrade
A daytrade (DT) angol tőzsdei kifejezés, mely napon belüli kereskedést jelent. A kereskedő (trader) a nyitás után vesz fel vételi vagy eladási pozíciót, amit rendszerint csak nagyon rövid ideig tart meg, de legkésőbb a nap végén lezárja egy ellenirányú ügylettel. Rendszerint néhány percen, vagy órán keresztül tart egy pozíciót.
A napon belüli traderek nem szeretik egyik napról a másikra átvinni a pozíciót, azt vallják, hogy így nyugodtan tudnak aludni, rendszerezni tudják a gondolataikat és nem kell izgulniuk a következő napi nyitás miatt (gap-kockázat).

## Kritika
Day trade kereskedelmet olyan spekulációra használják, amelyet a vallási erkölcs területén negatívan értékelnek .

## Külső hivatkozások
- https://web.archive.org/web/20101110165428/http://online.kbcequitas.hu/daytrade